# Association roubaisienne de football en salle
Ne doit pas être confondu avec Roubaix Futsal Association.
Maillots
L'Association roubaisienne de football en salle, connue sous l’appellation Roubaix AFS, est un club français de futsal créé en 2001 et basé à Roubaix.
Le club doit attendre 2009 pour réaliser son premier fait d'arme national sur le plan sportif en remportant la Coupe de France. Deux ans plus tard, il intègre le Championnat de France puis se maintient dans la Division 1 à poule unique en 2013. Un seul exercice et l'ARFS est relégué en D2. L'équipe remporte son groupe mais doit rééditer sa performance une seconde fois pour effectuer son retour dans l'élite. L'équipe s'y maintient quatre saisons avant d'être relégué en 2020.
Le Roubaix AFS est présidé par Mehdi Bouacha depuis 2018 et joue en blanc et noir à domicile dans la salle Raymond-Dubly. L'équipe première est entraînée par Boualem Touag et évolue en Division 2 pour la saison 2020-2021.

## Histoire

### Débuts (2001-2009)
Le Roubaix AFS est fondé en 2001, situé entre les quartiers Nord et Centre de Roubaix, par Boualam Touag.

### Scène nationale (depuis 2009)
Après trois défaites de suite en demi-finale, le club se fait connaître en 2009 en remportant la Coupe de France, alors principale compétition de futsal en France.
Hacène Guenoune laisse sa place au Belge Gabriel Ouanane sur le banc. S'il reconnaît de « fortes qualités techniques individuelles » à ses joueurs, en revanche, il estime que « la tactique laisse à désirer ». La victoire en Coupe nationale qualifie l'ARFS pour la Coupe d'Europe, mais l'équipe ne passe pas le tour préliminaire (en) joué en Finlande en mai 2009. Pour la saison 2009-2010, l'équipe repart en Division d'honneur régionale car non-retenu pour le nouveau championnat de France.
Au terme de la saison 2010-2011, l'équipe monte en première division. Le meilleur buteur du club est Faycal Ouladboutaher, auteur de près de 60 buts cette année. Il est notamment épaulé sur le front de l’attaque par l’ancien international Slimane Hamidi.
Intégré au championnat de France pour la première fois en 2011-2012, l'ARFS retrouve son voisin le Roubaix FA. L'équipe réalise le meilleur parcours des six promus de début de saison en décrochant la cinquième place de la poule A.
L'exercice 2012-2013 voit la moitié des équipes des deux poules être reléguées en vue de passer à une poule unique la saison suivante et créer la Division 2. Roubaix AFS fait mieux que de viser la cinquième place et terminant second de la poule derrière le double et futur triple champion de France, le Sporting Paris.
En 2013-2014, l'équipe échoue à la onzième place de la nouvelle poule unique de Division 1 et est relégué en D2. Le club se donne trois ans pour remonter dans l'élite en construisant une équipe de Roubaisien, là où la majorité des équipes montent des armadas de joueurs étrangers.
Sur l'année 2014-2015, le Roubaix AFS remporte le groupe A de deuxième division. Mais son équipe réserve se déclare en forfait général et l'AFS n'est pas autorisé à monter en D1.
Lors de la saison 2015-2016, les Roubaisiens entraînés par l'ex-international Mounir Khrouf restent invaincus durant toute la durée du championnat de Division 2. Leur seule et unique défaite est essuyée en huitième-de-finale de Coupe de France face au Kremlin-Bicêtre. Cette saison permet au club de remonter dans l'élite.
Pour son retour dans l'élite, l'ARFS termine dixième et premier non-relégable de D1 2016-2017, mais huitième exæquo en nombre de points. L'équipe possède la cinquième meilleure attaque mais pêche en défense.
La Division 1 2017-2018 est plus tranquille avec une septième place finale, à douze points de la phase finale mais dix de la zone de relégation.
Sur l'exercice 2018-2019, qui voit l'arrivée de Nordine Benamrouche sur le banc en cours de saison, le Roubaix AFS arrive huitième encore à dix points de la zone dangereuse et quatorze des play-offs.
Mounir Khrouf revient sur le banc pour 2019-2020 avec une équipe affaiblie. Le championnat est stoppé à cause de la pandémie de Covid-19. Roubaix est alors dernier avec une seule victoire et relégué en D2.

## Structure du club
Le Roubaix FA est affilié à la Fédération française de football, qui régit le futsal en France, sous le numéro 850191. Le club réfère à ses antennes délocalisées : la Ligue régionale des Hauts-de-France et le District départemental des Flandres.

Ancien logo
Logo actuel

## Palmarès

### Titres et trophées
| Palmarès national                                                            | Palmarès local |
| ---------------------------------------------------------------------------- | -------------- |
| - Division 2 - Vice-champion : 2016 - Coupe de France (1) - Vainqueur : 2009 |                |

### Bilan par saison
| Saison    | Championnat                 | Championnat | Championnat | Championnat | Championnat | Championnat | Championnat | Championnat | Championnat | Championnat | Coupe de France               | Coupe d'Europe         | Entraîneur              |
| Saison    | Division                    | Class.      | Pts         | M           | V           | N           | D           | Bp          | Bc          | Diff.       | Coupe de France               | Coupe d'Europe         | Entraîneur              |
| --------- | --------------------------- | ----------- | ----------- | ----------- | ----------- | ----------- | ----------- | ----------- | ----------- | ----------- | ----------------------------- | ---------------------- | ----------------------- |
| 2002-2003 |                             |             |             |             |             |             |             |             |             |             | ?                             | France non-représentée |                         |
| 2003-2004 |                             |             |             |             |             |             |             |             |             |             | ?                             | France non-représentée |                         |
| 2004-2005 |                             |             |             |             |             |             |             |             |             |             | ?                             | France non-représentée |                         |
| 2005-2006 |                             |             |             |             |             |             |             |             |             |             | demi-finale nationale         | -                      |                         |
| 2006-2007 |                             |             |             |             |             |             |             |             |             |             | demi-finale nationale         | -                      |                         |
| 2007-2008 |                             |             |             |             |             |             |             |             |             |             | demi-finale nationale         | -                      |                         |
| 2008-2009 |                             |             |             |             |             |             |             |             |             |             | Vainqueur                     | -                      | Hacène Guenoune         |
| 2009-2010 | DH futsal                   |             |             |             |             |             |             |             |             |             | Phase qualificative nationale | tour prélim. (en)      | Gabriel Ouanane         |
| 2010-2011 |                             |             |             |             |             |             |             |             |             |             | finale régionale              | -                      |                         |
| 2011-2012 | Championnat France - grp. A | 5e/12       | 51 pts      | 22          | 8           | 5           | 9           | 97          | 105         | -8          | ?                             | -                      | Hacène Guenoune         |
| 2012-2013 | Championnat France - grp. A | 2e/12       | 60 pts      | 20          | 12          | 4           | 4           | 93          | 77          | +16         | ?                             | -                      | Hacène Guenoune         |
| 2013-2014 | Division 1                  | 11e/13      | 48 pts      | 24          | 6           | 6           | 12          | 94          | 117         | -23         | 32e de finale                 | -                      | Hacène Guenoune         |
| 2014-2015 | Division 2 - grp. A         | 1er/11      | 67 pts      | 20          | 16          | 0           | 4           | 108         | 63          | +45         | 16e de finale                 | -                      | Hacène Guenoune         |
| 2015-2016 | Division 2 - grp. A         | 1er/10      | 60 pts      | 16          | 14          | 2           | 0           | 92          | 55          | +37         | 8e de finale                  | -                      | Mounir Khrouf           |
| 2016-2017 | Division 1                  | 10e/11      | 14 pts      | 20          | 3           | 5           | 12          | 79          | 99          | -20         | 32e de finale                 | -                      | Mounir Khrouf           |
| 2017-2018 | Division 1                  | 7e/13       | 31 pts      | 24          | 8           | 7           | 9           | 77          | 95          | -18         | 32e de finale                 | -                      | Mounir Khrouf           |
| 2018-2019 | Division 1                  | 8e/12       | 28 pts      | 22          | 9           | 1           | 12          | 52          | 75          | -23         | 32e de finale                 | -                      | Khrouf puis Benamrouche |
| 2019-2020 | Division 1                  | 12e/12      | 3 pts       | 15          | 1           | 0           | 14          | 19          | 79          | -60         | 32e de finale                 | -                      | Mounir Khrouf           |
| 2020-2021 | Division 2 - grp. A         | ...         | pts         |             |             |             |             |             |             |             | ...                           | -                      | Boualem Touag           |

## Personnalités

### Présidents
| Période     | Nom           |
| ----------- | ------------- |
| 2001 - 2018 | Boualam Touag |
| 2018 -      | Mehdi Bouacha |

Boualam Touag fonde le club en 2001. Il y connaît la victoire en Coupe de France en 2009 mais aussi la relégation en Division 2 en 2014.

En 2018-2019, l'ancien joueur du club Mehdi Bouacha en est à la tête.

### Entraîneurs
| Période        | Nom                 |
| -------------- | ------------------- |
| 2008-2009      | Hacène Guenoune     |
| 2009-2011      | Gabriel Ouanane     |
| 2011-2015      | Hacène Guenoune     |
| 2015-2019      | Mounir Khrouf       |
| jan.-juin 2019 | Nordine Benamrouche |
| 2019-2020      | Mounir Khrouf       |
| depuis 2020    | Boualem Touag       |

Au terme de la saison 2008-2009, sa première au club qui voit l'équipe première remporter la Coupe de France, le club et son entraîneur Hacène Guenoune décident de se séparer à la suite de « divergences de vues », d'après le président Boualam Touag. Le club fait appel au technicien belge, Gabriel Ouanane, fort de dix années à entraîner plusieurs équipes de Nationale 2 et 3, recruter pour la sélection nationale marocaine et obtenir le diplôme d'entraîneur de futsal délivré en Belgique, une référence sur le plan européen.
Intégrant la D1 en 2011, Hacène Guenoune retrouve le banc roubaisien la saison suivante après avoir notamment remporté la coupe nationale avec AFS, deux ans auparavant. Il est toujours en place après la relégation en Division 2 en 2014.
International français à plus de cinquante reprises, Mounir Khrouf devient entraîneur de l'équipe première au milieu des années 2010.
En janvier 2019, Nordine Benamrouche prend la tête de l'équipe avec Khrouf comme adjoint.
Au redémarrage de la saison 2019-2020, à la suite du départ de Benamrouche, Khrouf est rappelé à la tête du Roubaix AFS. Avec une équipe affaiblie, il n'obtient qu'une seule victoire lors des quinze premières journées. Le championnat est stoppé à cause de la pandémie de Covid-19, Roubaux est alors dernier et relégué en D2. Le club décide de repartir avec un nouvel entraîneur, Boualem Touag.

### Joueurs notables
En 2009, le joueur du club José Debarros est convoqué en équipe de France de futsal FIFA.
En 2010-2011, Faycal Ouladboutaher, Medhi Fares, Omar Zanzan ou encore l’ancien international Slimane Hamidi sont des artisans de la montée en Championnat de France. Lors de la saison 2011-2012, Réda Rabeï participe à la première année du club en Championnat national et devient international U21. Il poursuit ensuite à haut niveau avant de devenir footballeur professionnel.
Youness Ahssen est formé à l'ARFS et est sélectionné en équipe de France U21 avant de partir à l'UJS Toulouse en 2015.
À l'été 2017, le gardien de l'équipe de France Djamel Haroun revient jouer dans sa ville d'origine et à l'ARFS. Il reste jusqu'en 2019, durant les deux meilleures saisons de l'AFS en première division.

## Autres équipes
Lors de la saison 2018-2019, en plus de l'équipe fanion, le club possède une équipe réserve en Régional 1 de la Ligue des Hauts-de-France. Il y a aussi une équipe féminine ainsi que deux équipes jeunes U13 et U15 au niveau du District départemental des Flandres.

## Autour du club

### Supporters
Lors de la saison de D2 2015-2016, les supporters roubaisiens sont jusqu’à 400 à garnir la salle Dubly, les soirs de match, parfois obligée de refuser du monde.

### Rivalités locales
La ville de Roubaix est une des plus dynamique en futsal de France. Le Canal Sport Roubaix remporte la Coupe de France en 1998 puis le Roubaix Trois Ponts en 2003, avant que les deux clubs fusionnent pour donner le Roubaix Futsal Association.
Ce dernier intègre le Challenge national à sa création en 2007 puis le Championnat de France deux ans plus tard alors que l'AFS remporte lui aussi la Coupe nationale. Les deux clubs se retrouvent dans le groupe A du Championnat de France 2011-2012 puis la saison suivante. L'AFS termine quatre puis cinq places devant le RFA, relégué dans la nouvelle Division 2 2013-2014. Un an plus tard, l'AFS descend à son tour en D2 et remporte la poule A, quand le RFA est barragiste pour la relégation. Empêché de monter, la rivalité se représente l'exercice suivant qui voit l'AFS être encore premier et remonter en D1. En division nationale, le Roubaix AFS termine toujours mieux classé que le Roubaix FA.
À l'échelle locale, le club croise aussi les clubs de Béthune et Faches-Thumesnil, dès son arrivée en Championnat de France 2011-2012, clubs qui dominent l'AFS la première année. Les Roubaisiens inversent la hiérarchie dès la seconde saison. Après la D1 2013-2014, Béthune reste le seul club du Nord avec la relégation de l'AFS. En D2, en plus du Roubaix FA, l'AFS retrouve Faches mais remporte la poule A deux années de suite. Remonté en D1, il affronte de nouveau Béthune, qui l'emporte deux fois, et pour la première fois Orchies-Douai, exclu de la compétition. En 2017-2018, l'AFS prend le dessus sur Béthune (victoire à domicile, match nul à l'extérieur). Mais le FCB reprend le meilleur en 2018-19 et 2019-20, année de la relégation de l'AFS en D2. Le club y retrouve Faches et affronte pour la première fois Avion et Villeneuve-d'Ascq.